# Centre County
Centre County är ett administrativt område i delstaten Pennsylvania, USA, med 153 990 invånare (2010). Den administrativa huvudorten (county seat) är Bellefonte. 

## Geografi
Enligt United States Census Bureau så har countyt en total area på 2 880 km². 2 870 km² av den arean är land och 10 km² är vatten. 

### Angränsande countyn
- Clinton County - nord
- Union County - öst
- Mifflin County - sydost
- Huntingdon County - syd
- Blair County - syd
- Clearfield County - väst

## Fotnoter
1. ↑  ”2010 Census U.S. Gazetteer Files for Counties”. U.S. Census Bureau. Arkiverad från originalet den 5 juli 2012. https://www.webcitation.org/68vYLbou5?url=http://www.census.gov/geo/www/gazetteer/files/Gaz_counties_national.txt. Läst 5 juli 2012.
2. 1 2  ”State & County QuickFacts, Centre County, Pennsylvania” (på engelska). U.S. Census Bureau. Arkiverad från originalet den 8 juli 2011. https://www.webcitation.org/601HMB3Ko?url=http://quickfacts.census.gov/qfd/states/42/42027.html. Läst 6 juli 2011.